# NGC 3275A
NGC 3275A is een spiraalvormig sterrenstelsel in het sterrenbeeld Luchtpomp. Het hemelobject werd op 1 februari 1835 ontdekt door de Britse astronoom John Herschel.

## Synoniemen
- ESO 375-46
- PGC 30952